# Gran Turismo (album)
Gran Turismo – czwarty studyjny album szwedzkiego zespołu rockowego The Cardigans, wydany w 1998 roku. 

## Lista utworów
1. "Paralyzed" – 4:54
2. "Erase/Rewind" – 3:35
3. "Explode" – 4:04
4. "Starter" – 3:49
5. "Hanging Around" – 3:40
6. "Higher" – 4:32
7. "Marvel Hill" – 4:16
8. "My Favourite Game" – 3:36
9. "Do You Believe" – 3:19
10. "Junk of the Hearts" – 4:07
11. "Nil" – 2:18
12. "Kiss Me" – 3:19